# Valentine Penrose
Valentine Penrose, nata Boué (Mont-de-Marsan, 1º gennaio 1898 – Chiddingly, 7 agosto 1978), è stata una scrittrice e artista francese autrice di collage, di matrice surrealista.

## Biografia
Figlia di Suzanne Doumic-Boué e del colonnello Maxime Boué, da bambina ebbe come compagno di giochi il fratello Gilbert, con cui si divertiva a correre nella campagna del Gers.
La famiglia si trasferì a Parigi quando Valentine era ancora molto piccola. Come Claude Cahun ed altre surrealiste, si ribellò presto ai genitori male assortiti: la madre, fervente cattolica, proveniva da una famiglia bonapartista estremamente conservatrice, mentre il padre, ateo e repubblicano, univa il rigore militare ad un'eccentricità iconoclasta. Nel 1916 Valentine si iscrisse alla École nationale supérieure des beaux-arts.
Dimostrando totale disprezzo per le convenzioni borghesi, manifestò una personalità altrettanto surrealista quanto la sua arte.
Nel 1925 sposò il pittore surrealista e curatore d’arte britannico Roland Penrose, che aveva conosciuto nel 1924 a Cassis. Insieme al marito si unì prima al gruppo surrealista parigino, frequentando André Breton, Paul Éluard, Max Ernst e Joan Miró, poi a quello di Mougins, infine a quello inglese. In Gran Bretagna Penrose stesso aveva contribuito a diffondere il surrealismo.
Nel 1926 le sue prime poesie vennero pubblicate nella rivista Les Cahiers du Sud.
Nel 1929, durante un viaggio in Egitto, Valentine incontrò l'archeologo e professore di filosofia spagnolo Vicente Galarza y Pérez Castañeda (1881-1938), il conte Galarza de Santa Clara, un maestro dell'esoterismo che le trasmise l'interesse per  il misticismo femminile, l'alchimia e l'occultismo, e cui in seguito fece visita più volte nel suo Āśrama in India, dove studiò il sanscrito.
L'insegnamento di Galarza de Santa Clara nutrì la passione per le filosofie orientali, in particolare indiana ed induista, che Valentine aveva studiato alla Sorbona e che si erano rivelate incompatibili con la passione più concreta di Roland per l'arte e per gli artisti. Nelle lettere del 1935, la moglie rimproverava al marito di porre il sociale e l'aspetto materiale della vita al di sopra dell'amore esclusivo; tali incomprensioni portarono nel 1936 all'allontanamento dei coniugi, che divorziarono nel 1937.
Dopo il divorzio Valentine, che continuò a chiamarsi con il cognome dell'ex marito, si trasferì fino al 1939 nell'Ashram insieme alla pittrice e poetessa Alice Rahon, moglie del pittore surrealista Wolfgang Paalen. L'amicizia con Rahon divenne molto intima e della relazione fra le due donne si impregnò la loro produzione poetica dal 1936 fino al 1945 circa, anche se al ritorno dall'India le due donne si separarono e non si incontrarono mai più. In particolare Penrose dal 1937 iniziò a produrre una serie di scritti sul lesbismo, fra cui Martha's Opéra (1945) e Dons des Féminines (1951), dominati da due uniche protagoniste, Emily e Rubia, che rappresentavano l'autrice stessa ed Alice Rahon.
Nel 1939 ritornò in Gran Bretagna, dove si unì al gruppo surrealista di Londra, e dove, allo scoppio della guerra, ritrovò l'ex marito, che nel frattempo si era risposato con la fotografa Lee Miller. Valentine si trasferì nella residenza della coppia a Farley Farm House, in cui trascorse quasi tutto il resto della propria vita, instaurando un ottimo rapporto anche con Antony, il figlio di Lee e Roland, che curò in seguito una sua pubblicazione postuma.
Nel 1944 si arruolò nell'esercito francese come soldato semplice e venne inviata in Algeria, dove rimase fino alla fine della seconda guerra mondiale.
Al termine della guerra tornò a Farley Farm House, che divenne la sua dimora abituale per diversi mesi all'anno, quando non si trovava in Francia, nella casa di famiglia o in un albergo di Montparnasse, dove scriveva e continuava a frequentare i surrealisti.
Morì di leucemia a Farley Farm House nel 1978, un anno dopo Lee Miller, e le sue ceneri vennero sepolte sotto una quercia nel giardino della Farley Farm per assecondare il suo desiderio.

## Attività artistico-letteraria
Valentine Penrose fu autrice di poesia surrealista, anche se forse meglio nota per la biografia romanzata della serial killer Elizabeth Bathory (1560-1614), pubblicata nel 1962, da cui il cineasta Peter Sasdy nel 1971 trasse spunto per il film Comtesse Dracula, interpretato da Ingrid Pitt.
In tutta la sua produzione si avvalse delle tecniche del surrealismo: la poesia rifletteva l'esperienza della scrittura automatica e l'affinità con Paul Éluard, mentre i collage e le opere pittoriche si ispiravano al frottage, utilizzato ad esempio da Max Ernst, dal quale Penrose trasse ispirazione, ed al fumage, inventato da Wolfgang Paalen e ripreso in parte da Salvador Dalí, che preferiva definirlo "sfumato".
Coerentemente con il surrealismo femminile, Valentine unì due mezzi espressivi differenti nella raccolta del 1951 Dons des Féminines: poesie illustrate da collage.
Insieme a molti surrealisti, fra cui Penrose stesso e Valentine Hugo, nel 1930 interpretò una piccola parte nel film L'âge d'or di Luis Buñuel e Salvador Dalí. Sempre con i surrealisti e con l'ex marito partecipò nel 1937 al documentario La Garoupe.
L'opera di Valentine Penrose fu ammirata da Paul Éluard, che scrisse la prefazione di Herbe à la lune (1935) e di Dons des féminines (1951).

## L'opera
Il lesbismo di Valentine Penrose assunse forme variegate negli scritti: dopo le poesie erotiche ed appassionate del 1937, l'autrice si dedicò allo humour nero con Martha's Opera (1945-1946) e Dons des féminines (1951). La predominanza dei personaggi femminili, l'accento sulla femminilità e la presenza 
della protagonista Rubia costituiscono gli unici punti in comune di tali opere.
Come Le Nouveau Candide, Martha's Opera nacque dalla contemplazione delle immagini, in questo caso delle incisioni sullo stile di Gustave Doré, illustrazioni del Journal pur tous in cui comparivano talvolta coppie tragiche femminili.
Dons des Féminines nacque come libro di viaggi, ma anche come critica della rappresentazione frammentata della donna ad opera degli artisti surrealisti. Se i collage non costituivano diretta illustrazione delle poesie, pure attraverso di essi il lettore era in grado di seguire  le avventure di due donne dell'epoca vittoriana, in viaggio in nave o in mongolfiera attraverso paesaggi ricchi di fiori, piante esotiche ed animali. In Dons des Féminines Valentine Penrose attinse alle convenzioni del romanzo gotico quali l'occultamento e la rivelazione, in 
particolare per la relazione fra le due protagoniste, mai veramente dichiarata se pure evidente.
Il femminismo surrealista di Valentine Penrose si manifestò in maniera differente nel romanzo storico Erzsébet Bathory la Comtesse sanglante (1962), per il quale l'autrice intraprese un anno di ricerche in Francia, Gran Bretagna, Ungheria ed Austria. La trasgressione sessuale poteva essere espressa soltanto attraverso la mostruosità e la pazzia; Valentine Penrose non si identificò mai con la psicosi della sua eroina sanguinaria, nella cui struttura psichica tuttavia si riflesse per poter captare e forse demistificare certi aspetti della propria personalità che la spaventavano. Hélène Azenor, con cui Valentine Penrose ebbe una relazione, annotò nel proprio diario che l'autrice aveva proiettato parecchi tratti propri sulla protagonista del romanzo.
L'ultima raccolta di poesie, Les Magies, risultò la più curata esteticamente, ma anche la meno emotiva fra tutte le sue opere poetiche; conteneva tutti i temi preferiti dall'autrice: l'astrologia, la storia, la mitologia, il folclore, l'amore per la natura e per le terre lontane.
Come tutti i surrealisti, Valentine Penrose aveva letto Freud; la sua infanzia fu contemporanea al sorgere ed al diffondersi della psicoanalisi, della fotografia e del cinema. Tali processi avevano formato il cosiddetto "inconscio ottico", descritto da Walter Benjamin in un articolo del 1931 come ciò che consentiva la possibilità di registrare l'inconscio grazie all'invenzione della fotografia: «Quella che parla alla macchina fotografica è una natura diversa da quella che parla all'occhio umano, diversa nel senso che uno spazio riempito dalla consapevolezza umana cede il posto ad uno spazio riempito dall'inconscio»".
Nei collage come nei versi Valentine Penrose creò spazi in cui l'ordine egemonico veniva sovvertito grazie al passaggio tra ambienti diversi, sortendo un effetto di 
movimento che trasformava il soggetto in processo, liberato da schemi costrittivi. Per suggerire i paesaggi esotici e l'idea del viaggio inserì fiori e fauna nei collage. I fiori evocavano sia l'epoca vittoriana sia il simbolismo francese.

## Alcune opere

### Poesia
- Imagerie d'Épinal, 1926.
- Herbe à la lune, 1935 (con prefazione di Paul Éluard).
- Sorts de la lueur, 1937.
- Poèmes, 1937.
- Dons des Féminines, 1951 (raccolta di poesie e collage e poesie, con prefazione di Paul Éluard ed un'acquaforte di Pablo Picasso).
- Les Magies, 1972 (con una litografia di Joan Miró).

### Prosa
- Le Nouveau Candide, 1936 (con frontespizio di Wolfgang Paalen).
- Martha's opéra, 1945.
- Erzsébet Báthory la Comtesse sanglante, 1962.